# Bonnetina
Bonnetina là một chi nhện trong họ Theraphosidae.

## Các loài
Chi này gồm các loài:
- Bonnetina alagoni Locht & Medina, 2008
- Bonnetina aviae Estrada-Alvarez & Locht, 2011
- Bonnetina cyaneifemur Vol, 2000
- Bonnetina rudloffi Vol, 2001